# Gran Salta
El Gran Salta es un aglomerado urbano producto de la extensión de la mancha urbana de la ciudad de Salta, Argentina, a otras localidades del mismo departamento, como otras presentes en los departamentos Cerrillos y La Caldera. La Ciudad de Salta concentra un 87% del total de la población del aglomerado.
El INDEC reconoció al aglomerado Gran Salta desde el censo de 1980, con un alcance más limitado que el del Área Metropolitana Valle de Lerma, ya que considera solo aquellas localidades con continuidad edilicia. La población según el INDEC evolucionó de la siguiente manera:
| Componente                                                   | Departamento | Población (2010) | Población (2001) | Población (1991) | Población (1980) |
| ------------------------------------------------------------ | ------------ | ---------------- | ---------------- | ---------------- | ---------------- |
| Salta                                                        | Capital      | 520 683          | 462 051          | 367 550          | 260 744          |
| Vaqueros                                                     | La Caldera   | 4575             | 2980             | 1877             | 894              |
| Villa Los Álamos-El Congreso-Las Tunas-Los Pinares-Los Olmos | Cerrillos    | 8587             | 1779             | 1109             | [ 3 ]            |
| La Ciénaga - San Rafael La Ciénaga San Rafael                | Capital .    | 5342             | 1773 712 1061    | 368 s/d s/d      | .                |
| Total                                                        |              | 539 187          | 468 583          | 370 904          | 261 638          |

## Asentamientos informales
En el primer semestre de 2013, según la definición utilizada por la organización de sociedad civil TECHO, existían en el Gran Salta 53 asentamientos informales y se estima que vivían en ellos aproximadamente 6.610 familias.

## Sismicidad
La sismicidad del área de Salta es frecuente y de intensidad baja, y un silencio sísmico de terremotos medios a graves cada 40 años.
- Sismo de 1930: aunque dicha actividad geológica catastrófica, ocurre desde épocas prehistóricas, el terremoto del 24 de diciembre de 1930 (94 años),[8] señaló un hito importante dentro de la historia de eventos sísmicos en Salta, con 6,4 Richter. Pero nada cambió extremando cuidados y/o restringiendo códigos de construcción.[7]
- Sismo de 1948: el 25 de agosto de 1948 (76 años) con 7,0 Richter, el cual destruyó edificaciones y abrió numerosas grietas en inmensas zonas[8][7]
- Sismo de 2010: el 27 de febrero de 2010 (15 años) con 6,1 Richter